# Liste du patrimoine mondial aux Samoa
Cet article recense les sites inscrits au patrimoine mondial aux Samoa.

## Statistiques
Les Samoa acceptent la Convention pour la protection du patrimoine mondial, culturel et naturel le 28 août 2001.
En 2013, les Samoa ne comptent aucun site inscrit au patrimoine mondial. Le pays a toutefois soumis 2 sites à la liste indicative, 1 culturel et 1 mixte.

## Liste indicative
Les sites suivants sont inscrits sur la liste indicative des Samoa en 2024. Les noms fournis par les Samoa sont en anglais : les traductions en français sont données ici à titre indicatif.
| Id.  | Bien                                                            | District      | Année | Critères et notes      | Coordonnées                   | Illus. |
| ---- | --------------------------------------------------------------- | ------------- | ----- | ---------------------- | ----------------------------- | ------ |
| 5091 | Paysage culturel de Manono, Apolima et Nu'ulopa (en)            | Aiga-i-le-Tai | 2006  | Culturel, (iii), (v)   | 13° 50′ 02″ S, 172° 07′ 30″ O |        |
| 5090 | Zone de conservation de la baie de Fagaloa - Uafato Tiavea (en) | Atua          | 2006  | Mixte, (v), (vii), (x) | 13° 55′ 44″ S, 171° 32′ 35″ O |        |